# Cachorro (Serviço Nacional de Informações)
Cachorro era o informante voluntário que prestava serviços ao antigo Serviço Nacional de Informações do Brasil, frequentemente motivado pela obtenção de vantagens pessoais em troca de informações que interessassem ao serviço de inteligência. O termo "cachorro" era usado para diferenciá-los dos oficiais do SNI, que eram funcionários de carreira remunerados que, quando não trabalhavam infiltrados eles próprios, serviam de ponto de contato para os cachorros. O termo foi cunhado pelo Delegado Fleury, do DOPS, em referência à obediência dos recrutados.
Muito embora os cachorros não tivessem remuneração (em grande parte dos casos) ou vínculo oficial com o SNI, eles também recebiam treinamento. Era comum aos cachorros se infiltrarem em organizações de interesse do SNI, como agremiações e universidades. A possibilidade de existir um cachorro infiltrado nestes ambientes – qualquer pessoa poderia ser um deles – era uma forma de FUD aplicado pela Ditadura.